# D1 (album)
D1 je album zpěvačky Dary Rolins, které vyšlo 28. března 2006 v hudebním vydavatelství Sony BMG. Název alba je inspirovaný označením dálnice D1, která dle Dary Rolins spojuje její dva domovy — Bratislavu a Prahu. Dara Rolins je také autorkou textu a hudby tohoto alba.

## Seznam skladeb
1. "Nádych výdych" (3:33)
2. "Túžim" (3:40)
3. "Chuť si ťa najde" (3:53)
4. "Party DJ" (4:09)
5. "Znamenie" (3:46)
6. "Dotkni se slávy" (3:10)
7. "Ide o život" (3:44)
8. "Pár chvíl" (4:18)
9. "Owner of a lonely heart" (3:25)
10. "Slowly" (3:10)
11. "Mon amour" (3:22)
12. "I (who have nothing)" (2:49)
13. "If" (4:20)